# 对资本主义的批评
批判资本主义的出发点有很多。批评资本主义的人来自各种不同的政治观点，使用不同的哲学方法，包括无政府主义，社会主义，宗教和民族主义的观点。有些人认为资本主义只能通过革命来推翻，有些人认为资本主义可以通过政治改革来进行改良。
其中最常见的批评是指责，资本主义固有的剥削性，即它是不可持续的，即它创造经济上的不平等，是反民主的，并导致侵蚀人权 ，并激励帝国主义扩张和战争。

## 历史
早期社会主义的思想家完全拒绝资本主义，试图创建完全没有不公正感觉的社会主义社区。 主要代表为夏尔·傅立叶和罗伯特·欧文。1848年，马克思和恩格斯发布的《共产党宣言》从历史唯物主义的角度系统批判了资本主义。
早期批评资本主义的恩格斯声称，欧洲快速工业化创造了被视为不公平的工作条件，包括每天工作14小时、童工和棚户区。一些现代经济学家认为，平均生活水平在1840年以前没有改善，或者只是缓慢地改善。

## 角度

### 无政府主义者
另见: 无政府主义和自由社会主义
法国无政府主义者皮埃尔-约瑟夫·蒲鲁东反对保护资本主义、银行和土地利益的政府特权以及他认为阻碍竞争和将财富保存在少数人手中的财产的积累或获取（以及导致这种财产的任何形式的胁迫）。西班牙个人主义无政府主义者米格尔·吉门尼斯·伊瓜拉达认为"资本主义是政府的结果;政府的消失意味着资本主义令人目瞪口呆地从它的底座上掉下来……"  我们称之为资本主义的东西不是别的，而是国家的产物，在这个国家里，唯一被推动的东西是利润，不管是好的还是坏的。 因此，反对资本主义是一项毫无意义的工作，因为无论是国家资本主义还是企业资本主义，只要政府存在，剥削资本就会存在。 斗争，但意识的斗争，是针对国家的"。
《无政府主义常见问题解答》的作者指出，无政府主义者早就认识到资本主义本质上是等级的。工人在工作时间甚至在非工作时间都受到老板的控制。他们说："这种对工资劳动的等级控制，其效果是使工人与自我事务疏远，从而疏远他们自己。工人在工作时间无法自我治理，因此不再自由"。
"工资奴役"一词被用来批评经济剥削和社会分层，前者主要被视为劳资双方谈判能力不平等(特别是在工人工资相对较低的情况下，例如在血汗工厂)，而后者则被视为缺乏工人的自我管理， 在经济中实现工作选择和休闲。
自由主义的社会主义者认为，如果自由受到重视，那么社会就必须努力建立一个个人有权决定经济问题和政治问题的制度。自由主义社会主义者试图用直接民主、自愿联邦和人民在生活的各个方面，包括物质社区和经济企业，来取代毫无道理的权威。随着第一次工业革命的到来，普劳德洪和马克思等思想家在对并非用于个人积极用途的社会财产进行批判时，详细阐述了工资劳动和奴隶制的比较， 路德派强调机器带来的非人化，而后来埃玛·戈尔德曼以一句名言谴责工资奴隶制:"唯一的区别是你是雇用的奴隶，而不是块状奴隶。"美国无政府主义者埃玛·戈尔德曼认为资本主义的经济体制与人的自由不相容。她在《无政府主义和其他随笔》中写道:"财产所承认的唯一要求是它自己对更大财富的贪婪欲望，因为财富意味着权力;征服、粉碎、剥削、奴役、暴虐、贬低权力。"她还指出，资本主义使工人失去人性，"把生产者变成机器的微粒，意志和决定力不如他的钢铁大师"。
诺姆·乔姆斯基认为，动产奴隶制与将自己租给业主或"工资奴隶制"之间没有什么道德区别。他认为，破坏个人自由的，是对个人尊严的攻击。 他认为工人应该拥有和控制自己的工作场所。许多自由主义社会主义者认为，大规模的自愿协会应该管理工业生产，而工人保留对其劳动个别产品的权利。因此，他们认为"私有财产"和"个人占有"的概念是有区别的。"私有财产"授予个人对某一物品的专属控制权，不论该物品是否正在使用，也不论其生产能力如何，"占有"不授予未使用物品的权利。
除了在资本主义下出现的无政府主义者本杰明·塔克的"四大"垄断（土地、货币、关税和专利）之外，新互惠主义经济学家凯文·卡森认为，国家还通过以交通和通信补贴的形式补贴组织集权将财富转移给富人。他认为塔克忽略了这个问题，因为塔克关注个人市场交易，而卡森也关注组织问题。 《互惠主义政治经济学研究》的理论部分试图将边缘主义批评融入劳动价值理论。卡森也对知识产权持高度批评态度。他最近的工作的主要重点是分散的制造业以及非正规和家庭经济。卡森认为:"资本主义直接产生于中世纪旧阶级社会的新阶级社会，其基础是像早期封建征服土地那样大规模的抢劫行为。 它一直通过国家持续干预来维持至今，以保护其特权制度，没有这种特权制度，其生存是无法想象的。"
卡森创造了"庸俗的自由主义"这个贬义词，这个词用来形容用自由市场言论捍卫公司资本主义和经济不平等。根据卡森的说法，这个词来源于"庸俗的政治经济学"一词，卡尔·马克思将其描述为一种经济秩序，这种秩序"有意地越来越道歉，并极力试图将包含[经济生活中]矛盾的思想说成是存在的"。

### 保守主义者
另见: 保守主义与传统保守主义
埃德蒙·伯克接受了私有财产的自由理想和亚当·斯密的经济学，但认为经济学应该继续服从保守的社会伦理，即资本主义应该从属于中世纪社会传统，商业阶层应该服从贵族。
2018年9月，穆尔塔扎·侯赛因（Murtaza Hussain）在《拦截》中就"反对资本主义的保守派"写道:
尽管存在分歧，但《反对资本主义的保守派》所描述的知识史中有一个关键方面涉及左翼和右翼共同关心的问题:对社区的需求。 自由市场资本主义所释放的社会达尔文主义压力的可怕后果之一就是摧毁了发达社会的社区、家庭和专业协会网络。 这些所谓的中间机构在历史上发挥了至关重要的作用，使普通民众认识到意义，并保护他们免受国家和市场的结构性暴力。 他们的丧失导致产生了一个巨大的孤立的阶级，脱离了传统的支助来源，独自面对非个人经济力量的力量。

### 社会主义者
社会党人认为资本的积累通过外部性产生浪费，需要昂贵的纠正性监管措施。他们还指出，这一过程产生浪费性的行业和做法，这些行业和做法的存在只是为了产生足够的产品需求，并以盈利方式出售产品，因此生产不是为了满足经济的需要。 资本主义经济活动的基本标准是资本的积累，用于生产再投资。这刺激了新的非生产性工业的发展，这些产业不产生使用价值，而只为了保持积累过程的持续进行。非生产性产业的一个例子是金融业，它助长了经济泡沫的形成。

### 马克思主义者
卡尔·马克思将资本主义视为一个历史阶段，曾经具有一定进步意义，但最终会因内部矛盾而停滞不前，最终伴随着社会主义的来临。马克思指出，资本主义只不过是人类进步的必要踏脚石，在拥抱共产主义的无阶级社会之前，资本主义将面临一场政治革命。
在中国大陆，术语上的差异有时会混淆和复杂化有关中国经济改革的讨论。在马克思主义意识形态下，资本主义是指无产阶级被资产阶级剥削的阶级制度的历史阶段。官方认为，根据中国政府的国家意识形态，中国目前正处于社会主义初级阶段。然而1978年12月18日十一届三中全会后邓小平提出邓小平理论，中共在政策范围内实行“不管白猫黑猫抓到老鼠就是好猫”的实用主义，因此采取了一些通常被认为是资本主义的政策，包括雇佣有薪劳动力，通过薪酬激励那些仍在工作的人。
继亚当·斯密之后，马克思区分了商品的使用价值和商品在市场上的交换价值。 根据马克思的说法，资本是通过购买商品来创造的，目的是创造交换价值高于最初购买总和的新商品。 对马克思来说，劳动力的使用本身已经成为资本主义下的商品，劳动力的交换价值，从工资中反映出来，就比它为资本主义所创造的价值要低。
他认为，这种价值差异构成了剩余价值，资本家从中提取和积累。 马克思在他的著作《资本论》中指出，资本主义的生产方式区别于资本所有者如何从工人身上提取剩余劳动力——所有以前的阶级社会都提取剩余劳动力，但资本主义通过生产商品的销售价值来提取剩余劳动力是全新的。他认为，资本主义社会的一个核心要求是，很大一部分人不能拥有能够独立生存的自我维持来源，而只能被迫为工资出卖劳动力。
马克思认为工人阶级由于与生产资料的关系和资本主义下的数量优势，是社会主义革命的推动力。
在《帝国主义，资本主义的最高阶段》（1916年）中，弗拉基米尔·列宁进一步发展了马克思主义理论，并认为资本主义必然导致垄断资本主义和资本输出——他也称之为"帝国主义"——以寻找新的市场和资源，代表资本主义的最后和最高阶段。一些20世纪马克思主义经济学家认为资本主义是一种社会形态，资本主义阶级进程占主导地位，但并非排他性的。
在这些思想家看来，资本主义阶级过程只是剩余劳动力以剩余价值的形式出现，可以作为资本使用; 但在资本主义过程占主导地位的现有社会中，其他利用劳动力的趋势同时存在。 然而，其他马克思晚期思想家则认为，如果资本主义是盈余的提取方式，那么整个社会形态可以被归类为资本主义，即使这种盈余不是资本主义活动产生的，而是当绝大多数人口从事非资本主义经济活动时。
在《资本的极限》（1982）中，大卫·哈维勾勒出一种过度坚定的"空间不安定的"资本主义，以及危机形成和解决的空间性。 哈维利用马克思的危机理论来支持他的观点，即资本主义必须有它的"修正"，但我们不能预先决定什么修正将得到实施，也不能以何种形式得到实施。 他在资本积累收缩和资本主义生产方式及资金流动的国际运动方面的工作具有影响。 哈维认为，资本主义为动荡和地域不平衡的发展创造了条件。

### 宗教相关的批评
教宗方济各在2013年表示，由于全球金融体系的“独裁统治”和“金钱崇拜”使人们感到痛苦，因此需要对自由市场施加更多限制。
伊斯兰教禁止以利率为借贷的“资本主义金融”的运作方式。